# Ludolf König von Wattzau
Ludolf König von Wattzau (entre 1280 et 1290; † 1347 ou 1348), est le vingtième grand maître (magister generalis) de l’ordre Teutonique de 1342 à 1345.

## Biographie
Ludolf König von Wattzau est né entre 1280 et 1290. On ne sait pas exactement quand il rejoint l'ordre Teutonique, mais il est mentionné en 1332 en tant que grand trésorier. En 1338, il devient grand commandeur de la forteresse de Marienbourg et participe intensément à la colonisation de la région environnante. En 1342, le chapitre (capitulum) de l'ordre le nomme grand maître.
L'événement majeur de son court magister est la signature, le 8 juillet 1343, du traité de Kalisz entre l'État monastique des chevaliers teutoniques et le royaume de Pologne.
Comme de nombreux grands maîtres avant lui, Ludolf König von Wattzau mène une guerre de représailles contre le grand-duché de Lituanie. Selon certains chroniqueurs de l'Ordre, cette guerre l'obsède au point qu'il en développe une forme de maladie mentale. Il démissionne en 1345 et prend le poste de commandeur d'Engelsburg (Pokrzywno). Il finit par retrouver sa santé mentale mais il meurt en 1347 ou 1348.